# 한식대첩
《한식대첩》은 올'리브의 요리 서바이벌 쇼이다. 2013년을 시작으로 2018년까지 고수외전이 방영되었다. MC 김성주가 진행을 맡는다.

## 규칙
먼저 참가자들은 각자 준비해 온 지방의 특산물인 일품 식재료(시즌1은 스페셜원)을 공개한 후 그 음식을 주재료로 하여 주어진 주제에 맞게 요리한다. 이때 사회자는 요리의 시작을 알리며 "여러분의 손맛을 보여주세요" 라고 외친다.
각 스페셜매치의 1위는 바로 다음 라운드의 데스매치 면제권을 받고, 최하위 성적의 두 팀은 데스매치를 거치게 되며, 진 팀은 탈락한다. 시즌 2의 경우 일품대전(시즌1의 스페셜매치에서 이름 변경)에서 우승한 팀에게는 우승 뱃지를 수여받았고, 시즌 3에서는 우승한 팀에게는 해시계 트로피를 수여받는다. 최종 우승팀에게는 상금 1억원이 주어진다.

## 시즌 1 출연자
MC는 오상진이며, 심사위원에는 심영순, 고형욱, 오세득, 조희경이 있다.
각 지방의 참가자 2명은 전국 8도의 10개 지방의 특산물을 가지고 함께 한식을 요리하여 심사위원 4명에게 심사를 받는다.
탈락자는 1회에는 없으며, 2회부터 10회까지 1팀씩 나와 10회에 최종 우승자가 결정되는 방식이다.
- 서울: 김경미, 유경희 (9회 탈락 - 데스매치 주제는 60분 동안 주어진 재료로 요리 만들기)
- 경기: 김광자, 이보배 (5회 탈락 - 데스매치 주제는 잡채 만들기)
- 강원: 유옥선, 최석주 (6회 탈락 - 데스매치 주제는 만두 만들기)
- 충남: 이영식, 엄민호 (3회 탈락 - 데스매치 주제는 칼국수 만들기)
- 충북: 안경애, 지다윤 (8회 탈락 - 데스매치 주제는 김치 요리)
- 전남: 정금례, 이미자 (우승)
- 전북: 이순환, 김명자 (2회 탈락 - 데스매치 주제는 수란 만들기)
- 경남: 박형둘, 이민선 (7회 탈락 - 데스매치 주제는 참치 캔 요리)
- 경북: 권난연, 김정순 (준우승)
- 제주: 강창건, 한수열 (4회 탈락 - 데스매치 주제는 상대편이 갖고 온 재료로 요리 만들기)

## 시즌 2 출연자
MC는 김성주이며, 심사위원은 심영순, 백종원, 최현석이 있다. 시즌 1 때와 마찬가지로 각 지방의 참가자 2명은 전국 8도의 10개 지방의 특산물을 가지고 함께 한식을 요리하여 심사위원 3명에게 심사를 받는다. 이번 시즌2에는 북한 참가자도 함께 참여한다. 시즌 2의 경우 스페셜매치는 일품대전, 데스매치는 끝장전으로 이름을 바꾼 것이 특징이다. 또한 시즌1과는 다르게 7회차에 패자부활전을 하였으며, 이 때 북한이 살아남아 경쟁을 이어갔다. 그리고 시즌1에는 경기도가 참가팀으로 있었지만, 경기도 참가자도 서울 대표로 나온 것이 특징이다. 또한 시즌2 1회부터 8회까지 연예인이 일품식객으로 등장하여 심사위원과 함께 도전자들이 만든 음식을 시식하기도 하였다.(6회 보양음식 편 제외)
- 북한 : 이수정, 안영자 (4회, 9회 탈락)

| 횟수 | 끝장전 주제                       |
| ---- | --------------------------------- |
| 4회  | 활꽃게로 이용한 2가지 음식 만들기 |
| 9회  | 오징어를 이용한 음식 만들기       |

- 서울 : 최영호, 황현주 (11회 탈락 - 끝장전은 없으나 오첩반상을 주제로 한 일품대전에서 탈락)
- 강원 : 박복신, 문현주 (2회 탈락 - 끝장전 주제는 추어탕 만들기)
- 충북 : 도명희, 지명순 (10회 탈락 - 끝장전 주제는 세 가지 그릇에 맞는 전 만들기)
- 충남 : 이영숙, 김태순 (우승)
- 전북 : 홍여진, 정정희 (6회 탈락 - 끝장전 주제는 맷돌을 이용한 콩과 녹두 요리 만들기)
- 전남 : 김효숙, 김갑례 (준우승)
- 경북 : 권순향, 권순미 (8회 탈락 - 끝장전 주제는 지역 특색을 살린 비빔밥 만들기)
- 경남 : 서현주, 이순아 (5회 탈락 - 끝장전 주제는 일품대전 우승팀이 지정한 식재료로 30분 안에 최고의 요리 만들기)
- 제주 : 김정호, 김동익 (3회 탈락 - 끝장전 주제는 닭 부위별 음식 만들기)

## 시즌 3 출연자
지난 시즌과 동일하게 MC는 김성주이며, 심사위원은 심영순, 백종원, 최현석이 있다. 시즌 1 때와 마찬가지로 각 지방의 참가자 2명은 전국 8도의 10개 지방의 특산물을 가지고 함께 한식을 요리하여 심사위원 3명에게 심사를 받는다. 시즌 3의 경우, 지난 시즌과 달리 봄·여름 식재료를 가지고 대결하는 것이 특징이며, 비장의 무기라는 제도가 새롭게 도입된다. 시즌 2때와 같이 7회차에 패자부활전이 진행되었으며, 결과는 5회 때 탈락했던 전라남도 팀이 패자부활전 1위를 차지하여 전라남도 팀이 한식대첩3 대결에 다시 합류하게 됐다.
- 북한 : 윤선희, 허진 (10회 탈락 - 끝장전 주제는 문어를 이용한 두 가지 요리 만들기)
- 서울 : 임성근, 이우철 (우승)
- 강원 : 권영원, 김경림 (3회 탈락 - 끝장전 주제는 서로 다른 지역 일품 식재료와 맞바꿔서 음식 만들기)
- 충북 : 표복숙, 김상희 (2회 탈락 - 끝장전 주제는 가마솥을 이용해 밥과 어울리는 음식 만들기)
- 충남 : 고영숙, 김선희 (9회 탈락 - 끝장전 주제는 돼지 목살과 삼겹살을 이용한 두 가지 요리 만들기)
- 전북 : 박순자, 강경미 (11회 탈락 - 산해진미를 주제로 한 일품대전, 끝장전 없음)
- 전남 : 김혜숙, 조혜경 (5회 탈락 - 끝장전 주제는 잡채 만들기 -> 7회 패자부활전에서 부활, 준우승)
- 경북 : 권영숙, 이영숙 (4회 탈락 - 끝장전 주제는 세 가지 가루를 이용해서 전 만들기)
- 경남 : 박경례, 남현애 (8회 탈락 - 끝장전 주제는 두 가지 재료를 이용해 양념숯불구이 만들기)
- 제주 : 문동일, 고문열 (6회 탈락 - 끝장전 주제는 칼국수 만들기)

## 시즌 4 출연자
MC는 강호동이며, 심사위원은 심영순, 최현석, 유지상이 있다. 시즌 1 때와 마찬가지로 각 지방의 참가자 2명은 전국 8도의 10개 지방의 특산물을 가지고 함께 한식을 요리하여 심사위원 3명에게 심사를 받는다. 이번 시즌에는 첫 회때 각 지역을 대표하는 음식으로 잔치 분위기를 연 것이 특징이다. 이번 시즌 패자부활전은 지난 시즌과 달리 역대 한식대첩 시즌 중 가장 치열했던 끝장전 종목을 골라 치른 것이 특징이며, 충북팀이 부활하였다.
- 북한 : 윤종철, 이명애 (6회 탈락 - 끝장전 주제는 콩나물을 이용해 두 가지 일품 요리 만들기)
- 서울 : 김진민, 유귀열 (준우승)
- 강원 : 심명순, 심명숙 (10회 탈락 - 끝장전 주제는 지역 특색을 살린 비빔밥 만들기)
- 충북 : 원태자, 이충화 (2회, 8회 탈락)

| 횟수 | 끝장전 주제                       |
| ---- | --------------------------------- |
| 2회  | 면과 전 만들기                    |
| 8회  | 석화를 이용한 3가지 요리 완성하기 |

- 충남 : 노기순, 배성호 (11회 탈락 - 오첩반상을 주제로 한 일품대전, 끝장전 없음)
- 전북 : 우순덕, 신복자 (3회 탈락 - 끝장전 주제는 쌈 채소와 어울리는 밥과 요리 완성하기)
- 전남 : 김옥심, 김미라 (9회 탈락 - 끝장전 주제는 만두를 이용해서 찐만두와 일품요리 만들기)
- 경북 : 변미자, 최정민 (우승)
- 경남 : 강병원, 김정숙 (5회 탈락 - 끝장전 주제는 30분 안에 찌개, 볶음, 무침 만들기)
- 제주 : 고봉자, 김명선 (4회 탈락 - 끝장전 주제는 추어탕과 어울리는 밥을 완성하기)

## 고수외전 출연자
MC는 김성주이며, 심사위원은 백종원이다. 이번 시즌은 지난 시즌과 달리 지난 시즌에 출연했던 지역 고수와 해외 유명 탑셰프가 2인 1조가 되어 경연하는 방식이다. 출연 팀은 기존 10팀에서 5팀으로 줄었다. 총 9번의 경연을 펼친다.
- 서울 : 임성근(시즌 3 우승), 데일 맥케이(캐나다) (5회 탈락 - 끝장전이 예정되었으나 끝장전 없이 자진 하차)
- 강원 : 권영원(시즌 3 출연), 세르히오 메자(멕시코) (7회 탈락 - 끝장전 주제는 김치를 이용하여 재해석한 요리 만들기)
- 충청 : 이영숙(시즌 2 우승), 파브리치오 페라리(영어판)(이탈리아) (9회 탈락)
- 전라 : 김혜숙(시즌 3 준우승), 아말 산타나(도미니카 공화국) (준우승)
- 경상 : 최정민(시즌 4 우승), 마셀로 발라딘(벨기에) (우승)

## 역대 시즌별 성적
| 시즌                     | 우승     | 준우승   | 3위      | 4위      | 5위      | 6위      | 7위      | 8위      | 9위      | 10위     |
| ------------------------ | -------- | -------- | -------- | -------- | -------- | -------- | -------- | -------- | -------- | -------- |
| 한식대첩 시즌1 (2013)    | 전라남도 | 경상북도 | 서울     | 충청북도 | 경상남도 | 강원도   | 경기도   | 제주도   | 충청남도 | 전라북도 |
| 한식대첩 시즌2 (2014)    | 충청남도 | 전라남도 | 서울     | 충청북도 | 북한     | 경상북도 | 전라북도 | 경상남도 | 제주도   | 강원도   |
| 한식대첩 시즌3 (2015)    | 서울     | 전라남도 | 전라북도 | 북한     | 충청남도 | 경상남도 | 제주도   | 경상북도 | 강원도   | 충청북도 |
| 한식대첩 시즌4 (2016)    | 경상북도 | 서울     | 충청남도 | 강원도   | 전라남도 | 충청북도 | 북한     | 경상남도 | 제주도   | 전라북도 |
| 한식대첩 고수외전 (2018) | 경상도   | 전라도   | 충청도   | 강원도   | 서울     |          |          |          |          |          |

## 시청률

### 시즌3
| 2015년 | 2015년   | 2015년     | 2015년      | 2015년     | 2015년      | 2015년 |
| 회차   | 방송일자 | tvN        | tvN         | O`live     | O`live      |        |
| 회차   | 방송일자 | AGB 시청률 | TNmS 시청률 | AGB 시청률 | TNmS 시청률 |        |
| ------ | -------- | ---------- | ----------- | ---------- | ----------- | ------ |
| 1화    | 5월 21일 | %          | %           | %          | %           |        |
| 2화    | 5월 28일 | %          | %           | %          | %           |        |
| 3화    | 6월 4일  | %          | %           | %          | %           |        |
| 4화    | 6월 11일 | %          | %           | %          | %           |        |
| 5화    | 6월 18일 | %          | %           | %          | %           |        |
| 6화    | 6월 25일 | 2.644%     | 2.2%        | 0.6%       | 1.1%        |        |
| 7화    | 7월 2일  | 2.615%     | 2.0%        | 0.6%       | 1.0%        |        |
| 8화    | 7월 9일  | 2.671%     | 2.5%        | 0.7%       | 0.9%        |        |
| 9화    | 7월 16일 | 2.832%     | 2.2%        | 0.8%       | 0.9%        |        |
| 10화   | 7월 23일 | 2.936%     | 1.9%        | 0.6%       | 0.8%        |        |
| 11화   | 7월 30일 | 3.227%     | 2.7%        | %          | 0.6%        |        |
| 12화   | 8월 6일  | 2.929%     | 2.0%        | %          | 1.1%        |        |

### 시즌4
| 2016년 | 2016년    | 2016년     | 2016년      | 2016년     | 2016년      | 2016년 |
| 회차   | 방송일자  | tvN        | tvN         | O`live     | O`live      |        |
| 회차   | 방송일자  | AGB 시청률 | TNmS 시청률 | AGB 시청률 | TNmS 시청률 |        |
| ------ | --------- | ---------- | ----------- | ---------- | ----------- | ------ |
| 1화    | 9월 28일  | 1.6%       | 1.7%        | 0.5%       | 0.4%        |        |
| 2화    | 10월 5일  | 1.2%       | 1.0%        | 0.4%       | 0.5%        |        |
| 3화    | 10월 12일 |            |             |            |             |        |
| 4화    | 10월 19일 |            |             |            |             |        |
| 5화    | 10월 26일 |            |             |            |             |        |
| 6화    | 11월 2일  |            |             |            |             |        |
| 7화    | 11월 9일  |            |             |            |             |        |
| 8화    | 11월 16일 |            |             |            |             |        |
| 9화    | 11월 23일 |            |             |            |             |        |
| 10화   | 11월 30일 |            |             |            |             |        |
| 11화   | 12월 7일  |            |             |            |             |        |
| 12화   | 12월 14일 |            |             |            |             |        |

### 고수외전
| 1화  | 9월 15일  | 0.4% |  |
| 2화  | 9월 22일  | 0.8% |  |
| 3화  | 9월 29일  | 0.7% |  |
| 4화  | 10월 6일  | 0.6% |  |
| 5화  | 10월 13일 | 0.6% |  |
| 6화  | 10월 20일 | 0.5% |  |
| 7화  | 10월 27일 | 0.3% |  |
| 8화  | 11월 3일  | 0.3% |  |
| 9화  | 11월 10일 | 0.5% |  |
| 10화 | 11월 17일 |      |  |